# 中华湖蛭
中华湖蛭（学名：Limnotrachelobdella sinensis）为鱼蛭科湖蛭属的动物，俗名中华颈蛭。分布于俄罗斯以及中国大陆的黑龙江流域、华东和陕西等地，主要吸附于鲤、鲫鳃盖骨的里面以及且以吸附在前缘接近眼球部位最为常见。该物种的模式产地在青岛胶州湾。
其种加词“sinensis”意为“中华的”。